# ウサマ・ダラギ
ウサマ・ダラギ（أسامة الدراجي, Oussama Darragi, 1987年4月3日 - ）は、チュニジア・チュニス出身の元同国代表サッカー選手。現役時代のポジションはミッドフィールダー。

## 経歴

### 代表
2009年9月6日の2010 FIFAワールドカップ・アフリカ予選のナイジェリア代表戦でチュニジア代表デビューし、同年11月14日のモザンビーク代表戦で初ゴールを記録した。アフリカネイションズカップ2010に出場した。

## 所属クラブ
- エスペランス・チュニス 2007-2012
- FCシオン 2012-2013
- エスペランス・チュニス 2013-2015
- アル・ラーイドFC 2015-2016
- CAビゼルティン 2016
- クラブ・アフリカーン 2017
- ウンム・サラールSC 2018
- ウィダード・カサブランカ 2018
- クラブ・アフリカーン 2018-2020
- JSカビリー 2020-2021
- USモナスティール 2021

## タイトル

### クラブ
- エスペランス・チュニス

チュニジア・リーグ (5):2009,2010,2011,2012,2014
チュニジア・カップ (2):2008,2011
ノース・アフリカン・カップ・ウィナーズ・カップ (1):2008
アラブ・チャンピオンズリーグ (1):2010
CAFチャンピオンズリーグ (1):2011

### 代表
- チュニジア代表

アフリカネイションズチャンピオンシップ (1):2011